# Celos, amor y Mercado Común
Celos, amor y Mercado Común es una película española de comedia estrenada en 1973, escrita y dirigida por Alfonso Paso y protagonizada en los papeles principales por Tony Leblanc, Cassen y José Sazatornil.
Esta película supuso el debut cinematográfico de Fernando Esteso y de Alfonso Lussón.

## Sinopsis
Varias parejas muestran las diferencias entre europeos y españoles en lo relativo a las relaciones amorosas. A principios de la década de 1970 nuestros celos amorosos impedían la entrada en el Mercado Común, cuyos miembros son todos unos pervertidos.
Luis es un marido infiel a su mujer Juana. Felipe es un fontanero que busca aventuras extraconyugales para esconderse de su esposa Rosario, quien trabaja como asistenta. Ramón es un celoso patológico cuya obsesión es que su novia Caridad le confiese las hipotéticas aventuras que tuvo con otros hombres antes de conocerlo. Irene es una esposa celosa de su esposo, Carlos, cuya vida profesional le brinda numerosas oportunidades para la infidelidad, Domin es un proxeneta que frecuenta los burdeles de Madrid.

## Reparto
- Tony Leblanc como Felipe, el fontanero y esposo de Rosario
- Cassen como Ramón, el novio de Caridad
- Elisa Ramírez como Irene, la esposa de Carlos
- Vicky Lusson como Caridad, la novia de Ramón
- Juanito Navarro como Domin, el chulo
- Josele Román como Rosario, asistenta de Luis y esposa de Felipe
- José Sazatornil como Luis, el esposo de Juana
- María Luisa Ponte como Juana, la esposa de Luis
- Manuel Gil como Carlos, el esposo de Irene
- Perla Cristal como Rocío
- Pastor Serrador como Médico psicoanalista
- Eva León como Emilia, la amiga de Marcela y Caridad
- Laly Soldevila como Guardia de tráfico
- Silvana Sandoval como Rosita
- Victoria Vera como Marcela, la hija de Luis y Juana
- Xan das Bolas como Amigo de Felipe
- Joaquín Pamplona
- Alberto Berco como Bermeo
- Goyo Lebrero como Pintor
- Fernando Esteso como Alberto, el decorador
- Pilar Bardem como La Macuto, prostituta
- Venancio Muro como Barman del club
- Vicente Roca
- Alfonso Lussón como Taxista
- Ángel Álvarez
- Aurora Claramunt
- Roberto Samsó
- Diego Hurtado
- Nené Morales
- Rosa Fontana
- Luisa Fernanda Gaona
- Mery Leyva
- Rosa Fuster
- Rosi Lozano
- Guillermo Hidalgo
- Pedro Rodríguez de Quevedo
- Juan Cortés
- José Riesgo como cliente del bar
- Manuel Brieva
- José Hervás
- Asunción Molero